# فلیسبی
فلیسبی (به سوئدی: Flisby) یک منطقه مسکونی است که در بخش نخو شهرستان یونشوپینگ در کشور سوئد واقع شده است. جمعیت فلیسبی در پایان سال ۲۰۱۰ بالغ بر ۲۰۱ نفر بوده است.